# Pil (tekenaar)
Pil, pseudoniem van Joseph (Joe) Meulepas (Londen, 8 februari 1915 – Ukkel, 24 juni 2007), was een Belgisch cartoonist en striptekenaar. Hij bracht het grootste deel van zijn leven door in Brussel. 

## Levensloop
Pil werd geboren in de Britse stad Londen als zoon van een gevlucht echtpaar afkomstig uit het Belgische Lier. Hij studeerde aan het Sint-Gummaruscollege in Lier, het Sint-Aloysiusgesticht in Brussel en de KU Leuven. Hij leerde houtsnijden en lino-cut in de Leuvense abdij Keizersberg en kreeg een typografische opleiding bij de Vlaamsche Drukkerij.
Tegen het einde van de jaren dertig tekende hij voor meerdere studentenbladen. Hij werkte mee aan verschillende Vlaamse en Franstalige kranten en was een aanhanger van Hendrik De Man. Bij zijn eigen uitgeverij A l'enseigne du Paradis perdu publiceerde hij enkele typografisch verzorgde en geïllustreerde werkjes. 
Tijdens de oorlog vond hij de tijd om keramiek en beeldhouwkunst te beoefenen. Van november 1940 tot april 1942 was hij redactiesecretaris bij de collaborerende 'gestolen' krant Le Soir. Hij werd vervolgens bediende bij de Nationale Landbouw- en Voedingscorporatie. Na de oorlog werd hij veroordeeld voor collaboratie. Hij kwam na anderhalf jaar vervroegd vrij.
In april 1947 werd hij gerekruteerd voor de heropstart van de krant De Standaard. Onder het pseudoniem 'Pil' (volgens sommigen de afkorting van 'Petit incivique libéré') maakte hij dagelijks een cartoon in die krant en hij had ook een wekelijkse column genaamd Met pijl en pen bij de zusterkrant Het Nieuwsblad. Daarnaast maakte hij ook allerlei cartoons en gagstrips voor andere bladen. Zo tekende hij rond deze periode naamloze gagstrips voor het tijdschrift Ons Volk. 
Van 1948 tot 1964 tekende hij cartoons over bekende Vlamingen, de strip Doreke Das en een naamloze gagstrip over een schaduwfiguur in het tijdschrift De Vlaamse Linie. In de jaren 50 tekende hij de strips Kapitein Fok en Avonturen van de Wonderjager, door Kapitein Zeldenthuis in het tijdschrift Volksmacht. In die periode verschenen er ook regelmatig cartoons van Pil in dat tijdschrift. Vanaf 1952 nam hij regelmatig deel aan de terugkerende expositie Salon van de Vlaamse Humor. Van 1961 tot 1962 tekende hij ook de vedettestrip Het Manneke gebaseerd op de gelijknamige televisieserie in de krant Het Laatste Nieuws en het tijdschrift Kwik.
Van januari 1957 tot zijn pensioen in oktober 1983 tekende Pil de woordloze gagstrip Meneerke Peeters in De Standaard. Pil illustreerde ook boeken van onder meer Ernest Claes en Felix Timmermans.

## Publicaties
- Met pijl en pen, 1950.
- De Pil-grimstocht der mensheid, 1966.
- Pil-kuren, 1969.
- Meneerke Peeters - Stop-comics van Pil, 1972.
- Non Sense Story - Meneerke Peeters, 2005.